# تاب‌آوردن شیطان
تاب‌آوردن شیطان (انگلیسی: The Devil Rides Out) که با نام عروس شیطان هم شناخته می‌شود، یک فیلم ترسناک بریتانیایی به کارگردانی ترنس فیشر است که در سال ۱۹۶۸ منتشر شد.

## بازیگران
- کریستوفر لی
- چارلز گری
- نیک اریگی
- گوئن فرانگکون دیویس
- پل ادینگتون
- پاتریک موئر